# Santi Santamaria
Santiago Santamaria i Puig (Sant Celoni, 26 luglio 1957 – Singapore, 16 febbraio 2011) è stato un cuoco spagnolo.

## Biografia

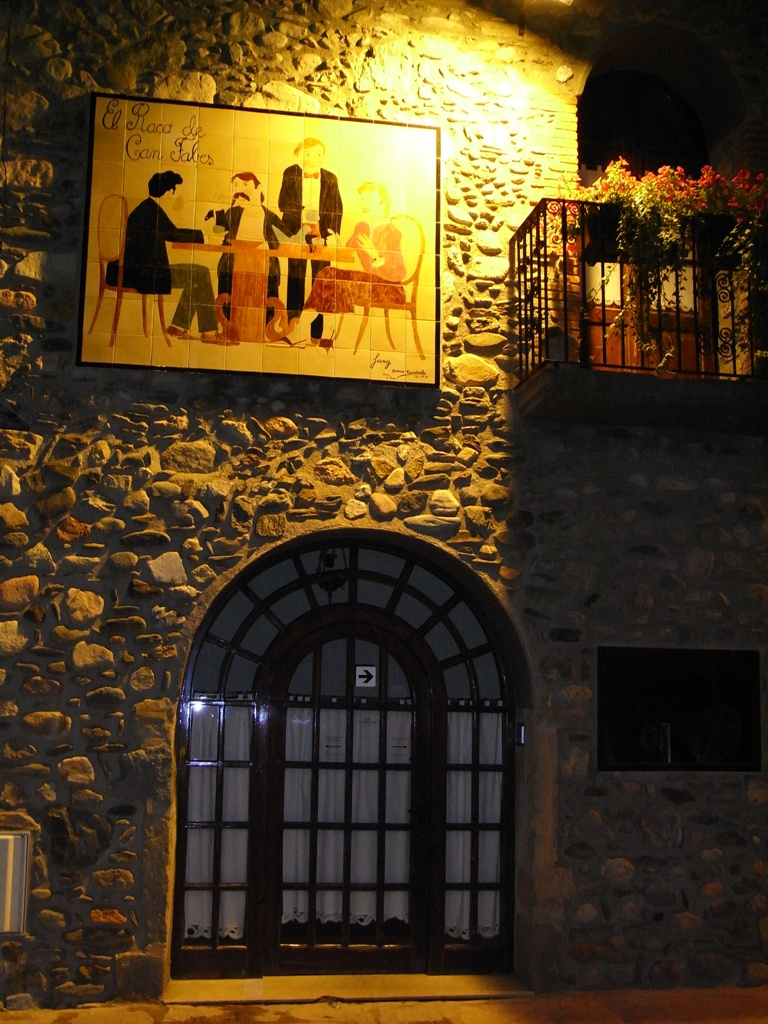
Il ristorante Can Fabes a Sant Celoni

Il suo ristorante, Can Fabes, a Sant Celoni in Catalogna (Spagna), è uno dei più premiati dalla guida Michelin, insieme a ristorante "El Bulli" di Ferran Adrià, suo grande rivale.
Santamaria era un sostenitore della cucina tradizionale, legata ai prodotti del territorio, e antagonista della cucina moderna, in particolare, della "cucina molecolare".
Scrisse numerosi libri. Nel più recente, "La cocina al desnudo", aveva denunciato la "cucina spettacolo", fatta di prodotti industriali e additivi in nome della qualità della cucina tradizionale, legata ai prodotti del territorio.
È morto a Singapore, dove gestiva un altro ristorante, a causa di un attacco cardiaco il 16 febbraio 2011.